# Efecto Crabtree
Llamado así tras el descubrimiento del bioquímico inglés Herbert Grace Crabtree, el efecto Crabtree describe el fenómeno a través del cual la levadura Saccharomyces cerevisiae produce alcohol (etanol) en condiciones aerobias y con una gran concentración de glucosa externa en lugar de producir biomasa  mediante el ciclo de Krebs, proceso que ocurre mayoritariamente en todas las levaduras. Incrementando las concentraciones de glucosa se acelera la glucólisis (degradación de glucosa) lo que da lugar a la producción de grandes cantidades de ATP a través de una fosforilación a nivel de sustrato. Esto reduce la necesidad de una fosforilación oxidativa que se da en el ciclo de los ácidos tricarboxílicos y por tanto disminuye el consumo de oxígeno. Se cree que este fenómeno se desarrolla como mecanismo competitivo (debido a la naturaleza antiséptica del etanol) con el fin de inhibir el crecimiento de otros microorganismos. 
- Datos: Q435106